# Semecarpus insularum
Semecarpus insularum är en sumakväxtart som beskrevs av Berthold Carl Seemann. Semecarpus insularum ingår i släktet Semecarpus och familjen sumakväxter. Inga underarter finns listade i Catalogue of Life.